# این یک اعتراف است
این یک اعتراف است یک اجرای مونولوگ به نویسندگی و کارگردانی شادی اسدپور و بازی فرزین محدث
است که در تیر و مرداد سال ۱۳۹۸ در عمارت نمایشی نوفل‌لوشاتو به روی صحنه رفت و مورد استقبال منتقدان، اهالی تئاتر و خبرگزاری‌ها قرار گرفت.
تمامی اتفاقات نمایش در حمام خانه شخصیت نمایش اتفاق می‌افتد و تنها بازیگر نمایش در طول این نمایش، با تغییر بدن و بیان، همزمان نقش مرد چهل ساله، کودک، نوجوان، مادر، پدر و مادربزرگ خود را بازی می‌کند.
رونمایی پوستر این نمایش توسط رضا کیانیان و افتتاحیه نمایش توسط جمشید هاشم‌پور انجام پذیرفت.

## داستان
نمایش، زندگی مردی چهل ساله را روایت می‌کند که دچار یک آشفتگی و مالیخولیا است. شخصیتی که ذهن آشفته‌ای دارد و لحظاتی برایش مرور می‌شود که آنها چهل سال زندگی او را به تصویر می‌کشد. شخصیت به زمان کودکی خود می‌رود، در جایی مادر، پدر و مادربزرگ خود را روایت می‌کند. فضای اثر دارای بخش‌های اجتماعی و روانشناسانه است و شخصیت نمایش به دلیل مقوله‌هایی چون انزوا، تنهایی، تحقیر، احساس خستگی مفرط دارد و قصد دارد به زندگی خود پایان بدهد.

## عوامل نمایش
- نویسنده و کارگردان: شادی اسدپور
- بازیگران: فرزین محدث
- تهیه و تولید: موسسه هنری آرتا
- تهیه کنننده: مهدی(آرش)رزمجو
- طراح گرافیک: سینا(محمد)افشار
- طراح نور: فرشاد نصیری
- طراح لباس: مقدی شامیریان
- طراح چهره پردازی: ثمین سالک[۹]

## نظر کارشناسان
پویا نعمت الهی منتقد تئاتر، نمایش را بر اساس نظریه آیینه‌ای (یا همان نورون آینه‌ای) و امر خیالی ژاک لاکان دانسته و عنوان داشته نمایش «این یک اعتراف» است را باید در زمره یکی از جدی‌ترین آثار روانکاوانه در تئاتر کشور در این چندساله اخیر محسوب کرد. کارگردان این اثر (که نویسندگی متن را هم برعهده داشته) لیسانس روانشناسی دارد و تحصیلات خود را در حوزه کارگردانی ادامه داده‌است. او در نمایش قبلی خود با نام «خانه نم‌زده» نیز نگاه روانکاوانه بر شخصیت‌های نمایش داشت. خودش جایی گفته تم اصلی دو کار اخیرش «تنهایی انسان مدرن و نبود ارتباط با جهانی هراس‌انگیز» است.
رضا آشفته منتقد کانون ملی تئاتر، نمایش این یک اعتراف است را نوعی اکسپرسیونیسم دانست که در اجرا واگویه یک مرد با دو گرایش بزرگسالی و کودکی را دارد به چالش می‌کشد. در زمان کودکی دلیل‌این تنهایی و عاشقیت و شکست عشقی دارد نمایان می‌شود و یک مرد در بستر خانواده دارد بررسی می‌شود که از چه زمانی گرایش به عشق داشته یا چه رفتارهایی او را لبریز از حضور عزیزانش می‌کرده و حالا در نبودن شان این تنهایی دارد برجسته‌تر و بحرانی‌تر می‌شود. این مرد در بزرگسالی با از دست دادن اهل خانواده دچار بحران ناشی از تنهایی می‌شود. رضا آشفته در پایان به بودن چنین نمایش‌هایی به عنوان یک ضرورت روان‌شناسانه تأکید کرد که همواره می‌تواند افزوده‌هایی در اختیار مخاطبانش قرار دهد.
کیارش وفایی منتقد تئاتر عنوان کرده‌است: نمایش «این یک اعتراف است» با ساختاری که برای خود در نظر گرفته می‌کوشد تا مثنوی وجودی یک انسان را با داده‌های خود به تصویر درآورد. شرح حالی که در آن تمام جزئیات به شکل زنجیرواری به یکدیگر برای تشریح اتفاق‌ها متصل است تا درک موضوع برای مخاطب فراهم شود. تأکید بر محتوا و تکیه به شخصیت در این اثر مجالی را پیش آورده تا فرم به شکل متناسبی هم راستا با جهان اثر پیش برود و نتایج درستی را حاصل کند. میزانسن‌های کاربردی و تأکیدی که آن نیز از جهان متن نشأت می‌گیرد فضایی را در اختیار شخصیت قرار داده تا بتواند برون‌ریزی‌های پیاپی را با فاصله‌گذاری‌های هوشمندانه ترتیب بدهد و دنیای درون خود را به تصویر بکشد. حال اهمیت دیگر نگاه کارگردانی به باورپذیری روایت، فضاسازی و موقعیت‌های خلق شده مربوط است که توانسته شخصیت را با اوج و فرودهای قابل تأمل روبرو کند. طراحی صحنه، نور، لباس از دیگر عنوان‌هایی است که بهره درستی برای جهان اثر فراهم آورده تا رجوع شخصیت به گذشته و شخصیت‌هایی که در درون او زندگی می‌کنند با محتوا و فرم مناسب بیشتر مورد توجه قرار بگیرند.
عاطفه ملایری ، نویسنده و شاعر: کارگردان و نویسنده «این یک اعتراف است» با ظرافت لایه‌های پنهان و پیچیدگی‌های روحی و ذهنی انسان تنها را برملا می کند و با زیرکی آن را با مخاطب امروز در میان می‌گذارد. کارگردان با نمایش «این یک اعتراف است» تفکری که در پس ذهن خود و مخاطبش را دغدغه می‌داند بر روی صحنه اعتراف می‌کند و این مهم با هنرمندی فرزین محدث بر روی صحنه می‌درخشد. «این یک اعتراف است»، آیینه‌ای است که انعکاس یک دنیا تنهایی و پریشان حالی را به رخ تماشاگر می‌کشد و او را وادار به اندیشیدن درباره لحظات باقی مانده می‌کند. شاید بشود گفت این نمایش همه ماست که نقاب را کنار زده و یک عمر تنهایی را به یکباره فریاد می‌زند. 